# Douglas B-66
Le Douglas B-66 Destroyer est un bombardier léger américain développé et produit par la Douglas Aircraft Company. Conçu pour être utilisé par la United States Air Force (USAF), le B-66 est largement basé sur l'A3D Skywarrior de la Navy, un avion d'attaque lourd lancé depuis des porte-avions. Bien que, conformément aux souhaits des officiels, le Destroyer soit prévu comme un simple dérivé du Skywarrior destiné à être utilisé uniquement depuis la terre ferme, les exigences de l'USAF imposent de nombreuses modifications du projet, rendant ainsi le bombardier très différent de l'A3D, sur lequel il est pourtant basé.
Après avoir réalisé son premier vol le 28 juin 1954, l'avion entre en service dans l'USAF en 1956. La version de base, désignée B-66, est un bombardier prévu pour remplacer les Douglas B-26 Invader vieillissants ; dans le même temps, une version de reconnaissance photographique, le RB-66, en produite en parallèle. Par la suite l'avion est adapté pour d'autres rôles tels que le renseignement, les contremesures électroniques et la reconnaissance météorologique. Les appareils sont principalement déployés sur des bases européennes d'où il peuvent s'approcher plus facilement de l'espace aérien de l'Union soviétique, tandis que d'autres sont affectés à la surveillance de Cuba pendant la crise des missiles. Les B-66 sont également employés au cours de la guerre du Viêt Nam, typiquement pour des missions de soutien aérien, comme la cartographie des sites d'artillerie et de missiles antiaériens situés au Viêt Nam du Nord et au Laos. Les derniers exemplaires sont retirés du service en 1975.

## Conception et développement

### Contexte historique
En 1951, la United States Air Force (USAF) émet une demande pour un bombardier tactique destiné à remplacer le B-26 Invader, capable d'opérer de jour comme de nuit et d'assurer des missions de reconnaissance. Alors que l'A3D Skywarrior, qui doit équiper les unités aéroportées de la United States Navy, est en cours de développement, le projet attire l'attention des hauts gradés de l'USAF, qui sont sceptiques quant à sa capacité à satisfaire aux exigences du programme en ce qui concerne les caractéristiques et les performances exigées. En particulier l'USAF émet des doutes sur la masse maximale au décollage, de 30 845 kg (68 000 livres), qu'elle estime impossible à atteindre ; le général de l'USAF Hoyt Vanderberg se moque du projet, comme « générant d'impossibles prétentions ». Il est suggéré que cette déclaration est liée à une opposition au sein de l'USAF à propos du projet de supers porte-avions, la classe United States, qui doit entre autres embarquer l'A3D. Toutefois, même si le projet de supers porte-avions est délaissé, les essais en vol de l'A3D confirme ses performances ; son rayon d'action sans ravitaillement en vol est d'environ 1600 km et il peut réaliser des profils de missions très semblables à celle du B-47 Stratojet, beaucoup plus grand, équipant les unités de l'Air Force. Ces résultats, compte tenu du fait que les coûts de développement ont déjà été payés par la Navy et que des besoins urgents sont mis en évidence par la guerre de Corée, rendent l'A3D attrayant pour l'USAF,. Par la suite, dans les années 1950, l'Air Force commence à exprimer son intérêt pour une version terrestre de l'avion.

### Nouveau projet
À l'origine, les officiers de l'USAF souhaitent que la conversion de l'avion ne consiste qu'à le débarrasser de tous ses éléments propres è sa caractéristique d'avion embarqué, tout en restant aussi près que possible de l'A3D originel. Pour cette raison, le contrat AF 33(600)-9646 signé entre l'USAF et Douglas le 12 février 1952 ne porte sur aucun prototype ; à la place, cinq RB-66A de pré-production sont commandés, destinés à la reconnaissance aérienne, considérée comme une mission prioritaire pour l'avion.
La priorité étant mise sur la version de reconnaissance photographique, le premier des 5 RB-66A de pré-production fait son vol inaugural le 28 juin 1954. La mise au point est compliquée par de sérieux problèmes de stabilité et de vibrations. De nombreuses modifications sont nécessaires pour aboutir à la première version de série RB-66B, livrée à partir de 1956.
Une version RB-66C est développée pour la reconnaissance électronique, avec toute la capacité d'emport d'armement utilisée pour des systèmes de détection et de contre-mesure, et 4 membres d'équipage supplémentaires pour opérer ces systèmes. Le premier vol eut lieu le 29 octobre 1955.
Entre-temps, la version de bombardement B-66B fait son vol inaugural le 4 janvier 1955 : elle est plus lourde que la version de reconnaissance, dispose d'une soute à armement agrandie et emporte plus de carburant.
Au début des années 1960, un certain nombre de RB-66B de reconnaissances sont modifiés en EB-66E de guerre électronique tandis que des B-66B de bombardement sont modifiés en EB-66B pour un rôle similaire.
La dernière version produite est le WB-66D de reconnaissance météorologique, qui fait son premier vol le 26 juin 1957. Elle emporte des systèmes de mesures spécifiques et deux membres d'équipage pour les mettre en œuvre.

## Caractéristiques

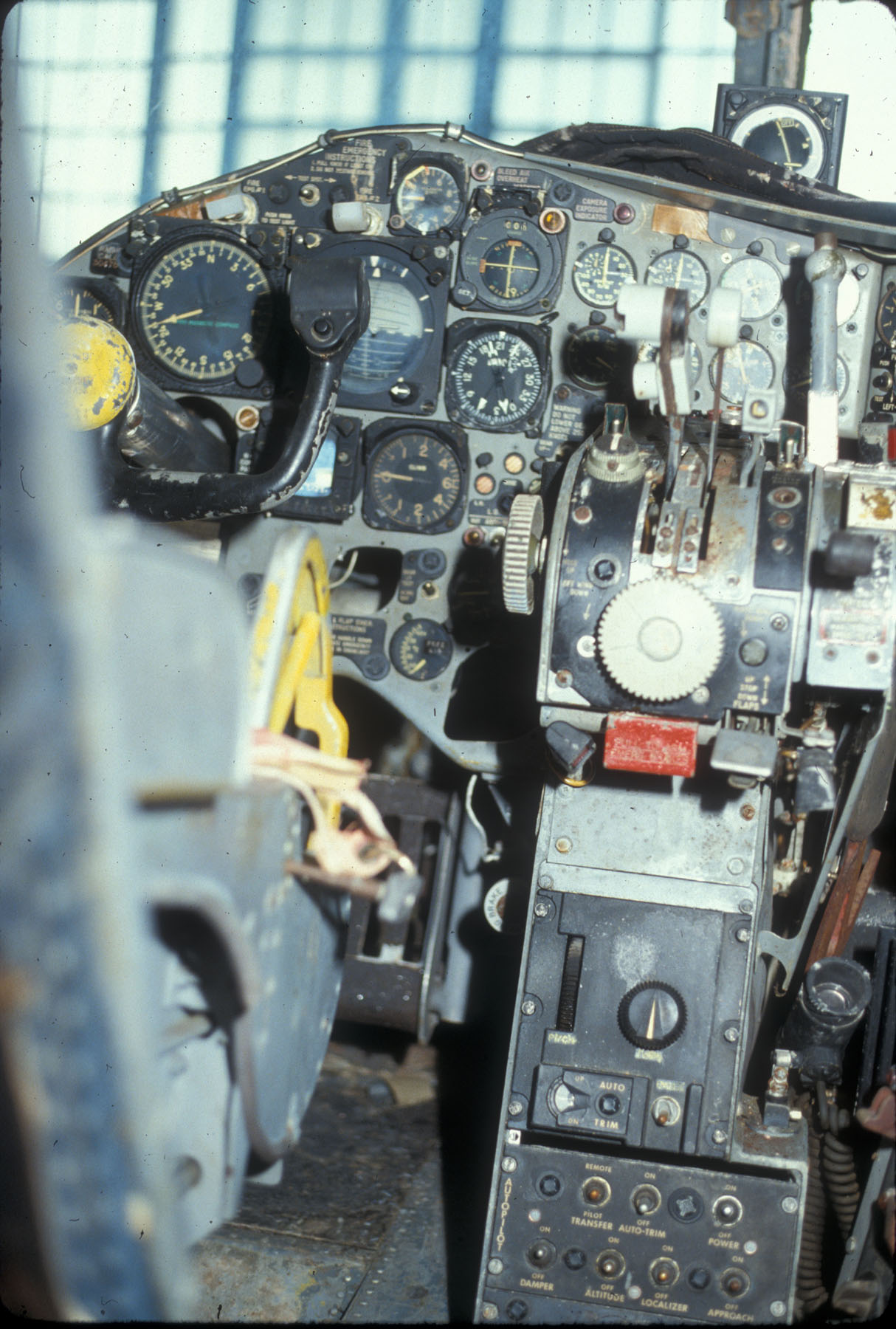
Cockpit du RB-66B.

Le B-66 a la même apparence globale que le A-3 Skywarrior, malgré de nombreuses différences effectives :
- suppression de tout l'équipement naval du A-3,
- le poste de pilotage est aménagé pour un seul pilote, à la manière d'un avion de chasse, et l'avion est équipé de sièges éjectables (au contraire des A-3),
- la structure générale est renforcée, les roues du train d'atterrissage sont plus grandes,
- le radar et le système de bombardement sont différents.

## Engagements

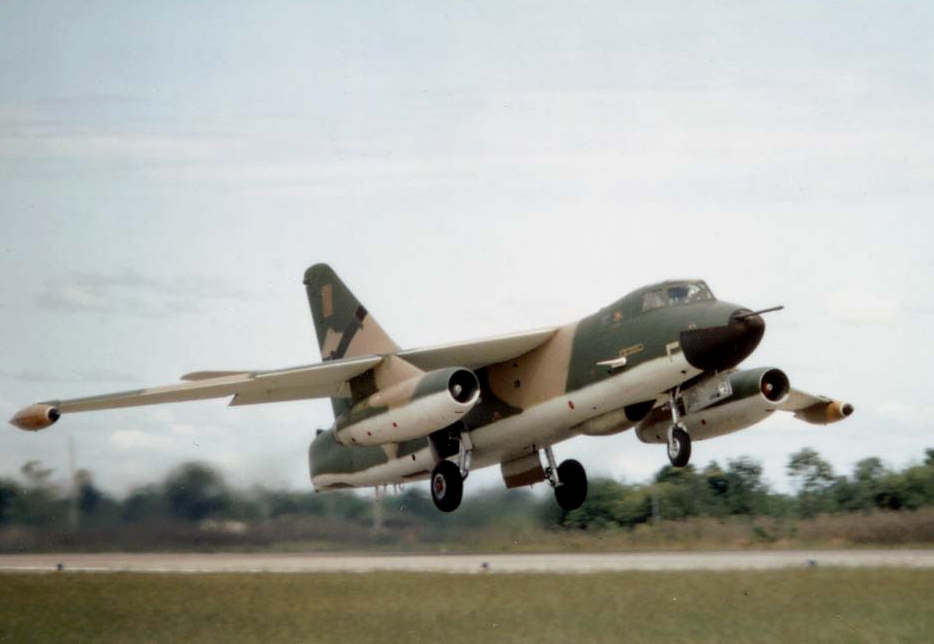
Décollage d'un RB-66C.

Au contraire de son équivalent embarqué A-3 Skywarrior, le Destroyer n'a jamais été utilisé comme bombardier, bien que 72 exemplaires soient mis en service par le Tactical Air Command. Une partie de ces appareils a été par la suite modifiée en avions de guerre électronique.
Son premier engagement opérationnel a lieu pendant la crise des missiles de Cuba en 1962 et plus tard au Viêt Nam, et toujours dans le rôle d'appareil de reconnaissance et/ou guerre électronique.
Le 10 mars 1964, un RB-66B américain est abattu au-dessus de la République démocratique allemande par un MiG-19 soviétique, l'équipage s'est éjecté. Cet appareil avait décollé de la base de Toul-Rosières en France et une erreur technique l'avait dérouté de l'itinéraire initial,.
Plusieurs EB-66 sont abattus pendant la guerre du Viêt Nam par des missiles SA-2.
Le 2 avril 1972, un EB-66 est atteint par un missile surface-air nord-vietnamien. Le sauvetage du seul membre d'équipage survivant, le lieutenant-colonel Iceal E. Gene Hambleton, a été l'objet du film Air force - Bat 21, du nom de l'indicatif de l'appareil. L'USAF déclenche d'énormes moyens pour récupérer à tout prix ce spécialiste du brouillage électronique et ayant eu accès à plusieurs programmes top secrets (missiles balistiques PGM-19 Jupiter, Titan I et Titan II).

## Production
Livraison par type et par année pour l' USAF :
| Version | 1954 | 1955 | 1956 | 1957 | 1958 | Total | Prix                 |
| ------- | ---- | ---- | ---- | ---- | ---- | ----- | -------------------- |
| B-66B   |      | 6    | 47   | 19   |      | 72    | 3 130 875 dollars US |
| RB-66A  | 5    |      |      |      |      | 5     | 15 516 211 USD       |
| RB-66B  | 2    | 8    | 91   | 44   |      | 145   | 2 334 404 USD        |
| RB-66C  |      | 1    | 20   | 15   |      | 36    | 2 719 153 USD        |
| WB-66D  |      |      |      | 34   | 2    | 36    | 1 915 900 USD        |
| TOTAL   | 7    | 15   | 158  | 112  | 2    | 294   |                      |

## Versions
- RB-66A : version de pré-production (5 exemplaires).
- RB-66B : version de reconnaissance photographique (145 exemplaires).
- B-66B : version de bombardement (72 exemplaires).
- RB-66C/EB-66C : version de reconnaissance électronique (36 exemplaires).
- EB-66B : version de guerre électronique (13 B-66B modifiés).
- EB-66E : version de guerre électronique (52 RB-66B modifiés).
- WB-66D : Version de reconnaissance et recherche météorologique (36 exemplaires).

## Culture populaire
- L'appareil de reconnaissance abattu au début du film Bat 21 est un EB-66.